# 제주시 애월도서관
제주시 애월도서관은 대한민국 제주특별자치도의 공공도서관이다.

## 연혁
1997년 농어촌 지역 청소년의 면학 분위기를 조성하고 지역 주민의 정보 이용과 문화 활동 및 평생 교육 증진에 이바지하고자 도서관 설립 및 운영에 관한 조례가 제정되면서 제주도 북제주군(지금의 제주특별자치도 제주시)이 애월읍도서관이라는 이름으로 개관하였다. 2002년 북제주군이 직제를 개편함에 따라 문화공보과에 소속되었다가, 2006년 북제주군이 폐지되면서 제주특별자치도로 이관되었다.
그러나 제주특별자치도의 의결기관인 제주특별자치도의회가 6개월만에 도서관 사무를 관할 행정시장이 맡도록 조례를 개정하면서, 제주특별자치도의 도서관 중 우당도서관, 탐라도서관, 애월읍도서관, 한경면도서관, 조천읍도서관, 제주 기적의 도서관의 사무가 2007년에 제주시로 이관되었다. 이에 따라 제주시는 문화산업국에 우당도서관과 탐라도서관을 두고, 이관 받은 도서관 중 애월읍도서관 한경면도서관을 탐라도서관이 관리하도록 하였다. 동시에 도서관 명칭을 각각 애월도서관, 한경도서관으로 개칭하였다.

## 현황

### 소장 자료
2010년 12월 현재 도서 47,753책, 연속간행물 25종, 비도서 6,013점을 소장하고 있다.

### 시설
도서관 건물은 지하 1층, 지상 3층 규모로 제주특별자치도 제주시 애월읍 일주서로 6339에 위치하고 있다. 구체적인 자료실 및 편의시설 배치는 다음과 같다.
- 지하 1층 : (자료실·열림실 없음)
- 1층 : 고서적전시실, 다목적실, 문화사랑방
- 2층 : 종합자료실, 참고/향토자료실, 디지털자료실, 아동열람실, 유아열람실
- 3층 : 열람실

## 이용

### 이용 시간
- 자료실 : 09:00 ~ 18:00
- 디지털자료실 : 09:00 ~ 18:00
- 열람실 : 08:00 ~ 22:00
- 휴관일 : 매주 금요일, 1월 1일, 설·추석 연휴, 12월 31일

### 회원 자격
- 제주특별자치도에 주민등록이 되어 있는 도민
- 제주특별자치도 소재 직장인 및 학생
- 제주특별자치도 거주 외국인

### 자료 대출 규정
- 대출자격 : 회원증을 소지한 본인에 한해 도서 대출
- 대출권수 : 1인 5책
- 대출기한 : 7일(1회에 한해 7일을 연장할 수 있음)

## 특색
애월도서관에서는 거동이 불편한 장애인을 대상으로 책 배달 서비스를 제공하여 이들의 독서 기회 및 문화 향유 기회를 보장하고자 노력하고 있다. 실제로 도서관 회원가입 신청서를 장애인의 거주지에 방문해 직접 접수하고 있으며, 장애인이 전화로 자료 대출을 신청하면 1일 이내에 배달해주고 있다. 또한, 제주특별자치도에서 국제결혼인구가 가장 많은 제주시 애월읍 지역의 이주여성을 대상으로 한글 강좌를 개설해 운영하고 있다.